# Dave Dee
David Harman (Dave Dee) (Salisbury, 17 december 1941 - Kingston upon Thames, Groot-Londen, 9 januari 2009) was een Engelse zanger, songwriter en A&R manager bekend van de popgroep Dave Dee, Dozy, Beaky, Mick & Tich. Nadat hij deze groep in 1969 verlaten had, begon hij een solocarrière die commercieel gezien niet erg succesvol was.

## Biografie
Hij ging naar Adcroft School in Trowbridge. Na het verlaten van de school werd hij politieagent in opleiding bij Wiltshire Constabulary, en als zodanig was hij op 16 april 1960 als een van de eersten ter plaatse bij een auto-ongeluk  waarbij Eddie Cochran omkwam en Gene Vincent ernstig gewond raakte.
Hij werd beroepsmuzikant in 1962. Zijn eerste groep was "Dave Dee en de Bostons'. De groep toerde door het Verenigd Koninkrijk en Duitsland en speelde in het voorprogramma van The Honeycombs. Vervolgens veranderden ze hun naam in Dave Dee, Dozy, Beaky, Mick & Tich.

### Carrière
Dee verliet de band om solo-artiest te worden in september 1969 en bereikte nr. 42 in de hitlijsten met zijn single My Woman's Man. Hij stopte met optreden en werd een A&R Manager, zakenman en fondsenwerver voor charitatieve doelen. Hij werd ook gekozen tot ‘Justice of the peace’, een functie die vergelijkbaar is met die van kantonrechter in Nederland of vrederechter in België. In zijn latere jaren woonde hij in Cheshire. Vanaf begin 2001 leed hij aan prostaatkanker, maar bleef  optreden tot bijna aan zijn dood door die ziekte in Kingston Hospital, Zuid-West Londen op 67-jarige leeftijd.

## Discografie
Zie Dave Dee, Dozy, Beaky, Mick & Tich voor de discografie van de groep.

### Singles
- My Womans Man (Howard/Blaikley)/Gotta Make You Part Of Me (Dee) (1970)
- Annabella (Arnold/Martin/Morrow)/Kelly (Dee/Mason) (1970)
- Everything About Her (Howard/Baikley)/If I Believed In Tomorrow (Mason/Dee) (1970)
- Wedding Bells (Howard/Blaikley)/Sweden (Mason) (1971)
- Hold On (Dee/Mason)/Mary Morning, Mary Evening (Dee/Mason) (1971)
- Swingy (Turner/Savage)/Don't You Ever Change Your Mind (Dee/Mason) (1971)
- I Have No Hold On You ((Musy/Howard/Blaikley) Few And Far Between (Musy/Howard/Blaikley) (1974)
- The Ballad Of Bulldog Bobby (Trad. Arr. Callan/McKay)/ Instrumental (Trad. Arr. Callan/McKay) (1982)
- Scirocco (Sandy Newman)/I Don't Believe In Love Anymore (Newman) met The Marmalade) (1989)

### Album
- Unfinished Business (1997)[2]

- Biblioteca Nacional de España: XX903155
- Gemeinsame Normdatei: 134684966
- International Standard Name Identifier: 0000 0000 7781 4521
- Library of Congress Control Number: no00072903
- MusicBrainz: eb43f295-fb64-4db5-b74b-1f11d5584dfb
- Virtual International Authority File: 43847786
- WorldCat: E39PBJqfHyvmGpVMm7rkHGttKd